# Ułan i dziewczyna
Ułan i dziewczyna – wiersz Franciszka Kowalskiego napisany w czasie powstania listopadowego, opublikowany w Paryżu w 1831 roku w zbiorze Miecz i lutnia. Wiersz znany jest też pod alternatywnymi tytułami Tam na błoniu błyszczy kwiecie oraz Ułan na wedecie.
Utwór śpiewany był przez żołnierzy jako pieśń wojskowa, na melodię, której autorstwo nie jest do końca jasne. Niektóre źródła podają, że autorem był Wenzel Robert Gallenbergh. Pieśń śpiewano także na melodię ludową, a w czasie I wojny światowej na melodię lwowskiej ulicy.